# Martín de Jaume
Martín de Jaume (Martin des Jaume) fue un militar francés que combatió en la infantería de marina de la escuadra de las Provincias Unidas del Río de la Plata en la Campaña Naval de 1814 contra los realistas de la ciudad de Montevideo.

## Campaña de 1814
El 10 de marzo de 1814 la escuadra revolucionaria enfrentó a la realista al mando del capitán Jacinto de Romarate en el combate naval de Martín García.
Martín de Jaume, con grado de capitán, era el jefe de las tropas embarcadas.
Al mediodía comenzó la acción pero la primera bala mató a un teniente y al práctico de la Hércules, que quedó varada a tiro de metralla del enemigo y dando proa, con lo que sólo podía utilizar tres de sus cañones.
Poco después fueron mortalmente heridos el capitán Martín de Jaume al igual que el sargento mayor Elías Smith y el comandante de la Juliet y segundo de Brown, el teniente coronel Benjamin Franklin Seaver.
Brown, en su parte a Larrea del 19 de abril, manifestaba: "tengo que lamentar sinceramente la muerte del capitán Smith que cayó heroicamente defendiendo su buque y mientras hacia señales a los demás para que atacasen y abordasen al enemigo la del capitán francés de las tropas Martín de Jaume y la del Sr. Roberto Stacy (teniente) todas sensibles y en las que el servicio pierde excelentes oficiales."